# 電子時報
電子時報（英語：DIGITIMES）為臺灣一家新聞媒體與資訊服務業者，其公司登記名稱為大椽股份有限公司（英語：DIGITIMES Inc.）。《電子時報》成立於1998年，其報導內容以產業新聞為主，在臺灣型態較接近的新聞媒體有《經濟日報》、《工商時報》等。《經濟日報》、《工商時報》報導內容涵蓋整體工商產業，而《電子時報》報導內容偏重於資訊、電子與新興科技產業。《電子時報》除了作為新聞媒體，還提供產業研究資料庫、研討會活動、以及企業顧問等服務。2022年《電子時報》入主IC之音廣播電台，擴大其營業的範疇。

## 沿革
《電子時報》的發行者「大椽股份有限公司」於1998年1月由前資策會資訊市場情報中心主任黃欽勇主導，向約50人集資新臺幣一億九千萬元創立，並於1998年4月17日創刊，提供中文新聞服務；2000年開始提供英文新聞服務；2004年開始提供產業研究報告服務；2007年發布新版企業識別系統，並將總部遷至目前的位置；2022年入主IC之音廣播電台，擴大其營業的範疇；2023年，《電子時報》成立25週年，推出〈矽島．春秋〉系列紀錄片，紀錄臺灣半導體產業自1960年代至今的發展歷程。

## 營業範疇
《電子時報》的營業範疇，經過多年演變，現今已有多種類的服務，如下所述：
- 中文新聞服務，包括發行紙本新聞、繁體中文與簡體中文網站平台，網站名稱為「DIGITIMES」，繁體中文與簡體中文網站為不同網址，但版面與內容相同，僅做簡繁體切換。
- 英文新聞服務，網站名稱為「DIGITIMES Asia」，網站版面與新聞內容與中文版不同。
- 產業研究資料庫，以會員訂閱制，提供科技產業的研究資料庫。
- 研討會活動，提供主題式策展與各類型研討會、論壇等活動。
- 企業顧問服務，提供客製化的企業顧問專案服務。
- 影音與播客（Podcast）媒體，影音放置於該公司自建平台與Youtube之上；播客放置於該公司自建平台，以及Apple Podcasts、Spotify、Google Podcasts三個平台。
- 廣播服務，結合IC之音廣播頻道，推出多個與產業相關節目。

## 外部連結
- 官方网站